# Doradca inwestycyjny
Doradca inwestycyjny – osoba oferująca doradztwo w zakresie inwestowania w papiery wartościowe, takie jak akcje, obligacje, fundusze wspólnego inwestowania i fundusze inwestycyjne typu ETF na rzecz klientów.
W Polsce doradca inwestycyjny jest jednym z zawodów regulowanych na rynku finansowym. Osoba posiadająca licencję doradcy inwestycyjnego zgodnie z kodeksem spółek handlowych, może zostać wspólnikiem w spółce partnerskiej. Doradcy inwestycyjni zrzeszają się w Związku Maklerów i Doradców.
Międzynarodowy odpowiednik doradcy inwestycyjnego to Chartered Financial Analyst (CFA).

## Zawód doradcy inwestycyjnego w Polsce
Tytuł zawodowy „doradca inwestycyjny” podlega w Polsce ochronie prawnej. Prawo wykonywania zawodu doradcy inwestycyjnego przysługuje osobom, które są wpisane na listę doradców inwestycyjnych prowadzoną przez Komisję Nadzoru Finansowego.
Do 10.11.2017 roku licencję doradcy inwestycyjnego posiadało 645 osób. Egzamin na doradcę jest trzyetapowy, każdy etap odbywa się dwa razy do roku.
Doradca inwestycyjny z mocy obowiązującego prawa może zasiadać w radach nadzorczych spółek z udziałem skarbu państwa.
Każde towarzystwo funduszy inwestycyjnych ma obowiązek zatrudniać przynajmniej dwóch doradców inwestycyjnych do wykonywania czynności zarządzania funduszami inwestycyjnymi, zarządzania zbiorczym portfelem papierów wartościowych oraz zarządzania portfelami, w skład których wchodzi jeden lub większa liczba instrumentów finansowych.

### Historia
Zawód doradcy w zakresie publicznego obrotu papierów wartościowych został wprowadzony do polskiego systemu prawnego dzięki ustawie Prawo o publicznym obrocie papierami wartościowymi i funduszach powierniczych. Ustawa powierzyła doradcom możliwość wykonywania czynności doradztwa w zakresie obrotu papierów wartościowych będących w publicznym obrocie oraz zarządzanie cudzym pakietem papierów wartościowych na zlecenie.
W dniu 28 lipca 1993 r. powołano pierwszą Komisję Egzaminacyjną dla Doradców, a 13 listopada 1993 r. został przeprowadzony pierwszy egzamin dla doradców. Udział w nim wzięły 53 osoby, a zdały go 2 osoby. W dniu 17 grudnia 1993 r. pierwszą osobą wpisaną na listę doradców w zakresie publicznego obrotu został Maciej Kwiatkowski.
Wraz z uchyleniem wyżej wymienionej ustawy i uchwaleniem ustawy – Prawo o publicznym obrocie papierami wartościowymi doszło do zmiany tytułu zawodowego na doradcę inwestycyjnego.

### Zadania doradcy inwestycyjnego
Przez wykonywanie zawodu doradcy inwestycyjnego rozumie się m.in.:
- zarządzanie portfelami, w skład których wchodzi jeden lub większa liczba instrumentów finansowych;
- doradztwie inwestycyjnym w zakresie instrumentów finansowych;
- doradztwie dla przedsiębiorstw w zakresie struktury kapitałowej, strategii przedsiębiorstwa lub innych zagadnień związanych z taką strukturą lub strategią;
- doradztwie i innych usługach w zakresie łączenia, podziału oraz przejmowania przedsiębiorstw.

Doradca inwestycyjny, wykonując zawód, jest obowiązany działać zgodnie z przepisami prawa i zasadami uczciwego obrotu oraz mieć na względzie słuszne interesy zleceniodawców.

### Wymagania dla kandydatów na doradcę inwestycyjnego
Osoba, która chce zostać doradcą inwestycyjnym musi uzyskać przed rozpoczęciem wykonywania zawodu wpis na listę doradców inwestycyjnych. Wymagania konieczne do wpisu na listę doradców inwestycyjnych to:
- posiadanie pełnej zdolności do czynności prawnych,
- korzysta z pełni praw publicznych,
- nie była uznana prawomocnym orzeczeniem za winnego przestępstwa skarbowego, przestępstwa przeciwko wiarygodności dokumentów, mieniu, obrotowi gospodarczemu, obrotowi pieniędzmi i papierami wartościowymi,
- złożyła z wynikiem pozytywnym trzyetapowy egzamin organizowany przez Komisję Nadzoru Finansowego.

Egzaminy na doradcę inwestycyjnego są sprawdzianem przygotowania kandydatów z następujących dziedzin:
- prawo cywilne;
- prawo gospodarcze;
- prawo podatkowe i dewizowe;
- prawo papierów wartościowych, instrumenty finansowe oraz obrót takimi instrumentami;
- działalność maklerska oraz działalność powiernicza;
- system depozytowo-rozliczeniowy w zakresie obrotu instrumentami finansowymi;
- rynek finansowy;
- tworzenie i funkcjonowanie funduszy inwestycyjnych;
- komercjalizacja i prywatyzacja przedsiębiorstw;
- zasady rachunkowości, w tym Międzynarodowe Standardy Rachunkowości;
- rynek towarów giełdowych;
- matematyka finansowa;
- analiza finansowa;
- strategie inwestycyjne;
- ekonomia;
- statystyka;
- finanse publiczne;
- finanse przedsiębiorstw;
- zarządzanie portfelami, w skład których wchodzi jeden lub większa liczba maklerskich instrumentów finansowych;
- etyka zawodowa.